# Pirate (motorfietsen)
Pirate is een historisch merk van motorfietsen.
De bedrijfsnaam was Milwaukee Motorcycle Co., Milwaukee.
Pirate was een Amerikaans merk dat van 1911 tot 1915 vlotte eencilinders en V-twins van 3-, 6- en 8 pk bouwde.